# 竹内正人 (産婦人科医)
竹内 正人（たけうち まさと、1961年9月 - ）は、行動派産科医。ファシリテーター。

## 概要
千葉県千葉市生まれ。東京都立戸山高等学校を経て、1987年日本医科大学卒業、日本医科大学産婦人科教室へ入局。米国ロマリンダ大学（研究員）、1994年日本医科大学大学院（医学博士：産科婦人科学）。～2005年日本赤十字社葛飾赤十字産院（産科部長）
2002年～	JICA（国際協力機構）母子保健専門家として、ベトナム、ニカラグア、アルメニア、パレスチナ、マダガスカルの医療協力に従事
2005年葛飾赤十字産院退職。より優しい「生まれる」「生きる」をめざし、医療の枠をこえた活動を全国に展開。2005～2006年櫻川介護老人保健施設（施設長）で介護現場を経験、東京都立東部療育センターでは重症心身障害児（者）の医療と療育にも携わる。
2006年～2017年　東峯婦人クリニック産科部門勤務　副院長。同時に生から死までホリスティック＝全体的に人に関わりたいという長年の思いを実現すべく、東峯ヒューマナイズドケアセンター・ラウンジクリニックを開設。主に、「妊娠・出産」「生と死」、赤ちゃんを亡くした家族への「周産期グリーフケア」についての講演会、ワークショップを全国にて展開。
2006年　竹内正人事務所開設、3世代/100年先の優しい世界に向け　
１．医療と社会をつないでゆく
２．優しさがつながる「生まれる」「生きる」「死ぬ」を紡いで、伝えてゆくこと
をミッションとして掲げ、様々な事業を展開。
2009年　メッセージキャラクター【しきゅうちゃん】(R)発表、しきゅうちゃんプロジェクトもスタートさせる。
2011年　一般社団法人　アクロスジャパン　顧問、理事就任。人種、国籍を超えた家族の在り方を大切にする、養子縁組支援スタート。
2017年　すべての常勤職をたたみ、Accept&Startをテーマに世界へと旅立ち、新たなフェーズ（林住期）をスタートさせる。

## 著書・編著・監修書・監訳書
- 「マイマタニティーダイアリー」（海竜社）
- 「はじめてママの「からだとこころの悩み」お助けBOOK」（世界文化社）
- 「日めくりマタニティブック」 （技術評論社）
- 「これだけ読めばあんしん! 妊娠・出産1年生」（リベラル社）
- 「最新　子どもの結婚　親の役割がすべてわかる本」(ナツメ社）
- 「はじめてはじめての妊娠&出産 〜おなかの中を可視化する!」（大泉書店）
- 「はじめてママ・パパになる！Happy 妊娠・出産オールガイド」（監修・新星出版社）
- 「赤ちゃんがパパとママにやってもらいたい58のこと」 （監修・扶桑社新書)
- 「娘が妊娠したら親が読む本」(大泉出版）
- 「この1冊であんしん はじめての妊娠・出産事典」（朝日新聞出版）
- 「妊娠中から授乳中のママのための食事と栄養お悩み解決ブック」（かんき出版）
- 「赤ちゃんの死へのまなざし」（編著：中央法規）
- 「赤ちゃんの死を前にして　流産・死産・新生児死亡へのかかわり方とこころのケア」（編著：中央法規）
- 「オンナの病気をお話ししましょ。」（共著：集英社）
- 「すべてがわかる妊娠と出産の本」（監修：アスペクト）
- 「はじめての妊娠・出産安心マタニティブック―お腹の赤ちゃんの成長が毎日わかる!」（監修：永岡書店）
- 「シアーズ博士夫妻のマタニティブック」（監修、監訳：主婦の友社）
- 「周産期医療のＤｏ Not!―Humanized Careをめざして」（編著：メディカ出版）
- 「ペアレンティングブック」（監修：小学館）
- 「はじめての妊娠、出産、育児」（ナツメ社）
- 「妊娠・出産 どうしよう？－迷ったときの３０のアドバイス－」（農文協）
- 「妊娠・出産はじめてBOOK」（新星出版社）
- 「はじめてママの妊娠・出産しあわせブック 」（監修：ナツメ社）
- 「病気がみえる vol.10産科　改訂第2版」（監修：メディック・メディア）
- 「はじめて出会う育児の百科 0～6歳」（監修：小学館）
- 「パパになったあなたへの25章」（監修：主婦の友社）
- 「初めてでも大丈夫 妊娠&出産マニュアル [これだけは知っておきたい 暮らしの基本]」（監修：エイ出版社）
- 「ママと赤ちゃんの様子が1週間ごとによくわかる妊娠・出産最新ケアブック」（監修：世界文化社）
- 「出産準備学習ノート①お母さん編　世界の夫婦は2人で学ぶ」（監修：バースセンス研究所）
- 「出産準備学習ノート②お父さん編　世界の夫婦は2人で学ぶ」（監修：バースセンス研究所）
- 「最新妊娠大全科―Pre‐mo」（監修：主婦の友社）
- 「ママとパパ二人ではじめての妊娠&出産」（新星出版社）
- 「妊娠・出産はじめてBOOK」（新星出版社）
- 「はじめてママの妊娠・出産しあわせブック 」（ナツメ社）
- 「双子・三つ子ママの妊娠出産育児安心ブック」（監修：主婦の友社）
- 「ＨＡＰＰＹ！マタニティーエステ」（監修：学研）
- 「はじめての妊娠&出産ガイド」（大泉書店）